# ببر سفید (اسطوره شناسی)
ببر سفید، یکی از خدایان چهارگانه است و بر غرب حکومت می‌کند. علاوه بر این، ببر سفید به تصویر کشیده شده در نقاشی‌های دیواری معمولاً به شکل اژدها یا با سر ببر سفید و بدن اژدها به تصویر کشیده می‌شود. تصوری که ببر سفید را به عنوان اژدها تصور می‌کرد، به این دلیل بود که اعتقاد بر این بود که اژدها قدرت معجزه‌آسایی دارد تا آزادانه در آسمان و دریا حرکت کند و آزادانه باران و ابرها را کنترل کند. پدیده به تصویر کشیدن ببر سفید به عنوان اژدها در سلسله گوریو ادامه یافت. در طول سلسله چوسون، ببرهای سفید واقعی حتی به تصویر کشیده شدند. گفته شده ببر سفید در گوگوریو بسیار مورد احترام بوده است.

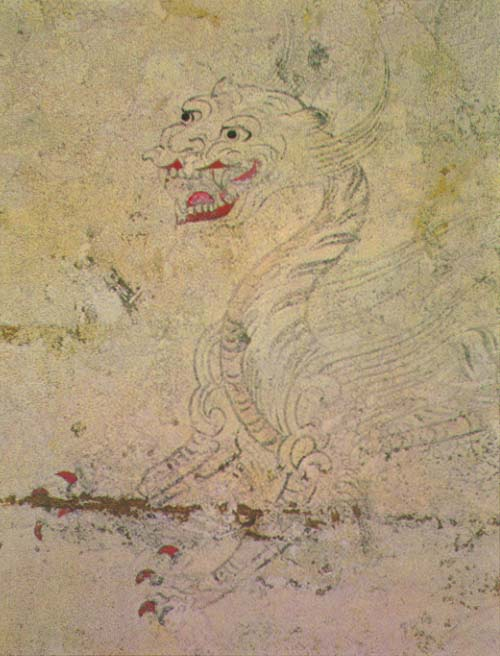
ظاهر یک ببر سفید

در میان پنج عنصر، نماد فلز (金) است و در میان فصل‌ها، پاییز را کنترل می‌کند. در صورت‌های فلکی شرق آسیا، این منطقه شامل هفت صورت فلکی گیو، لو، وی، میو، پیل، جا و سامسو می‌شود. و با سرعت زیاد بدو تا آینده را ببینی، از جهان محافظت کنی و از میان باد عبور کنی.
در کره، او به همراه دیگر فرستادگان در نقاشی‌های دیواری مقبره‌های سلسله‌های گوگوریو و گوریو به تصویر کشیده شده است. علاوه بر این، یک ببر سفید بر روی یئونگچومون، دروازه غربی کاخ گیونگ‌بوک‌گونگ در سلسله چوسون، حک شده است.